# Хауэри, Кен
Кеннет Алан Хоуэри (родился 4 ноября 1975 года) — американский предприниматель и дипломат. Он является соучредителем PayPal и Founders Fund. С 2019 по 2021 год он занимал пост посла США в Швеции при президенте Дональде Трампе.
22 декабря 2024 года избранный президент Трамп объявил о своём намерении назначить Хоуэри следующим послом США в Дании.